# Dipropus antennatus
Dipropus antennatus is een keversoort uit de familie kniptorren (Elateridae). De wetenschappelijke naam van de soort is voor het eerst geldig gepubliceerd in 1859 door Candèze.